# Adam Elsheimer

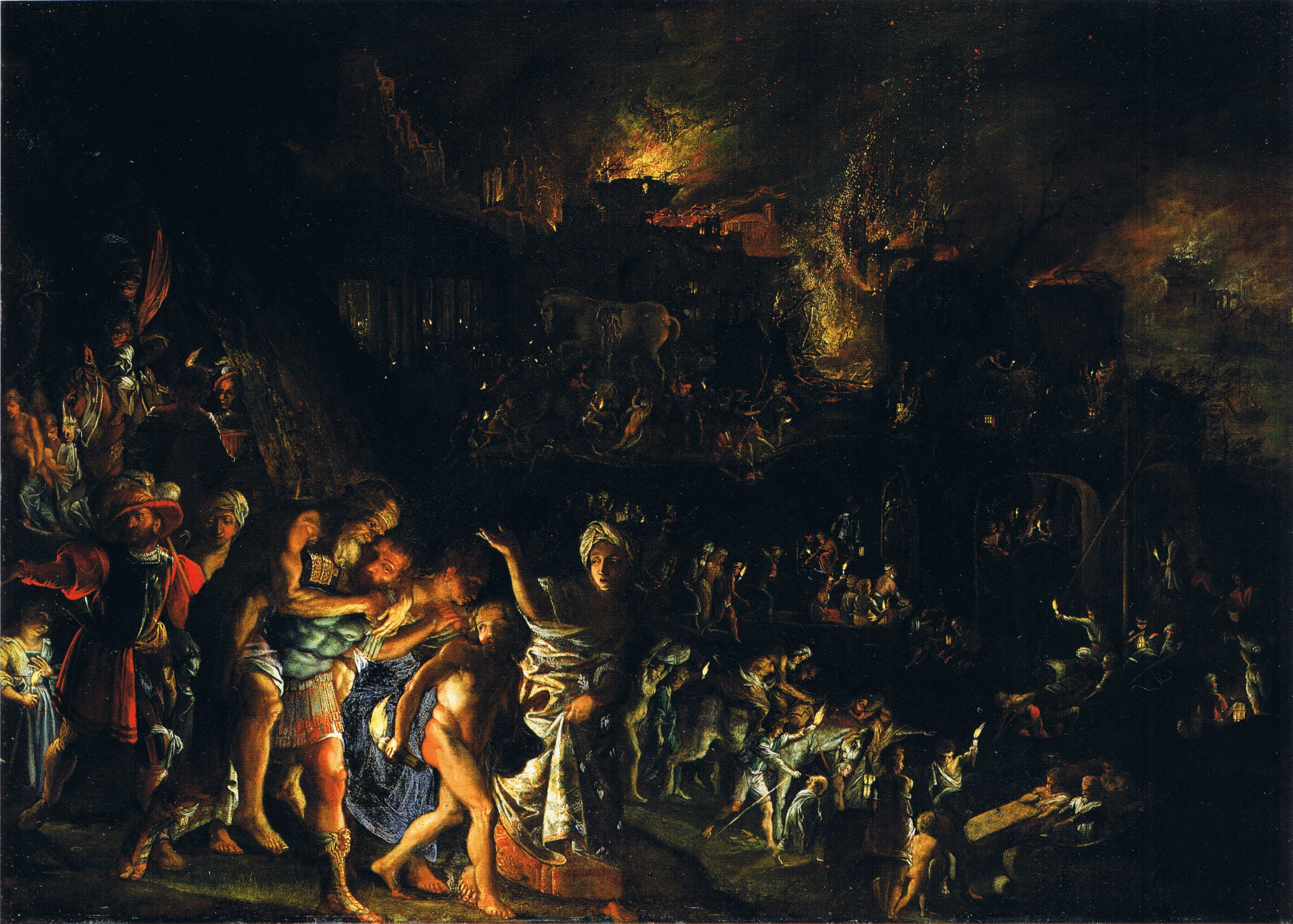
Pożar Troi (ok. 1600)

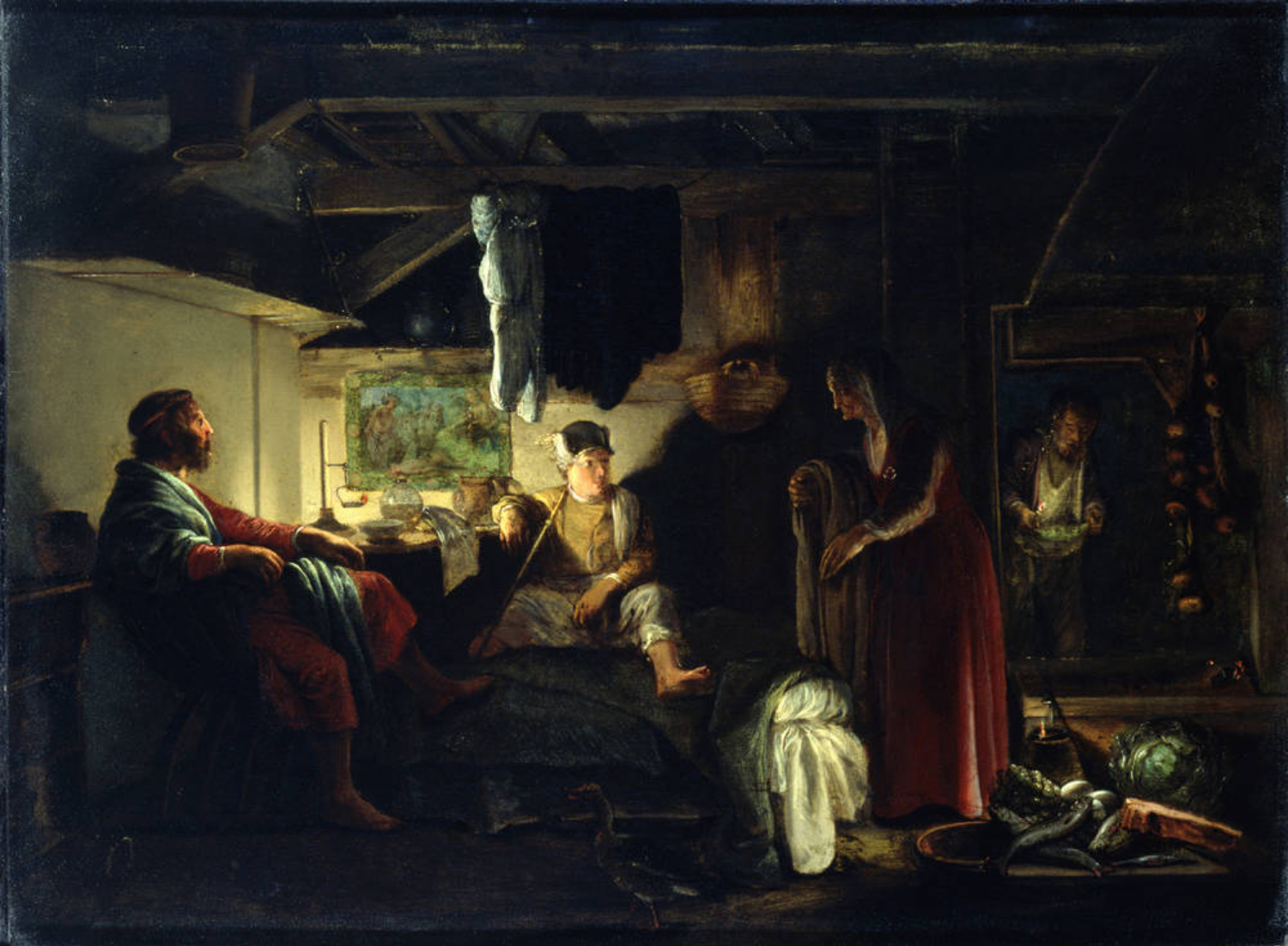
Jupiter i Merkury u Filemona i Baucis (ok. 1608)

Adam Elsheimer (ur. przed 18 marca 1578 (data chrztu) we Frankfurcie, zm. przed 11 grudnia 1610 (data pogrzebu) w Rzymie) – niemiecki malarz i grafik późnego manieryzmu i wczesnego baroku.
W l. 1593-98 uczył się u Philipa Uffenbacha, a następnie u holenderskiego pejzażysty Gillisa van Coninxloo. W 1598 wyjechał do Wenecji, gdzie pracował w warsztacie Johanna Rottenhammera. Od 1600 mieszkał w Rzymie, gdzie został członkiem Akademii Świętego Łukasza. Utrzymywał kontakty z wieloma malarzami m.in. z Paulem Brillem, przyjaźnił się z Rubensem. W 1606 przeszedł na katolicyzm, co znalazło odbycie w jego twórczości. Od 1607 współpracował z rytownikiem Hendrikem Goudtem.
Malował niewielkie obrazy krajobrazowe ze sztafażem biblijnym lub mitologicznym, na blasze miedzianej, przeznaczone przede wszystkim do kunstkamer. Mistrzowsko operował światłocieniem. Luministyczne efekty eksponował w wielu scenach nokturnowych. W obrazach figuralnych połączył wzorce włoskiego manieryzmu z tradycją malarstwa weneckiego oraz stylu Caravaggia i braci Carraccich, stosując mocne kolory, impasty, tłumne zestawienia postaci i skomplikowane pozy.
Jego styl silnie oddziałał na wielu malarzy m.in. na Carla Saraceniego, Pietera Lastmana, Claude’a Lorraina, Nicolasa Poussina, Jana Brueghla (starszego).

## Dzieła
- Adoracja Krzyża – Frankfurt, Staedelsches Kunstinstitut
- Apollo i Koronis (1607-8) – Liverpool, Walker Art. Gallery
- Autoportret (1606-7) – Florencja, Uffizi
- Ceres i Stellio - ok. 1608, Madryt, Prado
- Ceres w domu Hekuby – Madryt, Prado
- Chrzest Chrystusa (1599) – Londyn, National Gallery
- Judyta i Holofernes (ok. 1608) – Londyn, Wellington Museum
- Judyta ucinająca głowę Holofernesowi (1601-3) – Londyn, Victoria and Albert Museum
- Jupiter i Merkury u Filemona i Baucis (ok. 1608) – Drezno, Gemaeldegalerie
- Kazanie Jana Chrzciciela (ok. 1600) – Monachium, Stara Pinakoteka
- Krajobraz leśny ze sztafażem figuralnym (ok. 1600) – Frankfurt, Staedelsches Kunstinstitut
- Krajobraz z ucieczką do Egiptu (ok. 1600) – Drezno, Gemaeldegalerie
- Krajobraz ze świątynią Westy w Tivoli (ok. 1600) – Praga, Galeria Narodowa
- Miłosierny Samarytanin (ok. 1605) – Paryż, Luwr
- Minerwa jako patronka Sztuki i Nauki (1600-1605) – Cambridge, Fitzwilliam Museum
- Narodziny Adonisa – Frankfurt, Staedelsches Kunstinstitut
- Nimfa uciekająca przed satyrami (ok. 1605) – Berlin, Gemaeldegalerie
- Odpoczynek w czasie ucieczki do Egiptu (ok. 1598) – Berlin, Gemaeldegalerie
- Pejzaż o poranku (Aurora) – Brunszwik, Herzog-Anton-Ulrich Museum
- Pożar Troi (ok. 1600) – Monachium, Stara Pinakoteka
- Sen Jakuba – Frankfurt, Staedelsches Kunstinstitut
- Św. Krzysztof – St. Petersburg, Ermitaż
- Św. Paweł na Malcie (ok. 1600) – Londyn, National Gallery
- Święta Rodzina (1598-1600) – Berlin, Gemaeldegalerie
- Ucieczka do Egiptu (1609) – Monachium, Stara Pinakoteka
- Ucieczka do Egiptu (ok. 1605) – Fort Worth, Kimbell Art. Museum
- Ukamienowanie św. Szczepana (ok. 1603) – Edynburg, National Gallery of Scotland
- Wenus i Kupido – Cambridge, Fitzwilliam Museum